# Больм, Адольф Рудольфович
Адольф Рудольфович Больм (англ. Adolph Bolm; 25 сентября 1884, Санкт-Петербург, Российская империя — 16 апреля 1951, Лос-Анджелес, США) — американский танцовщик русского происхождения, балетмейстер и педагог балета.

## Биография
Родился 25 сентября 1884 года в Санкт-Петербурге.
В 1903 году окончил балетное отделение Петербургского театрального училища (класс Платона Карсавина). По окончании училища поступил в балетную труппу Мариинского театра, где дебютировал в сольной партии — Синяя птица («Спящая красавица»).
В 1908 году партнер Анны Павловой в её первых зарубежных гастролях. В 1909—1916 годах участвовал в Русских сезонах Русского балета Дягилева и имел большой успех в партии Лучника в «Половецких плясках». Среди основных ролей: Царевич («Жар-птица»), Амун («Клеопатра»), Пьеро («Карнавал»), Путник («Тамара»).
В 1916 году переезжает в США, а в 1917 году организует труппу Интимный балет (Ballet Intime), выступая в ней в качестве режиссёра и танцовщика. Работал в качестве хореографа-фрилансера в театрах Нью-Йорка, Чикаго, Буэнос-Айреса. Первым осуществил постановку балетов «Аполлон Мусагет» (композитор И. Стравинский, Вашингтон, 1928) и «Петя и Волк» (на музыку С. Прокофьева, Американский театр балета, 1940).
Являлся хореографом в ряде американских кинофильмов. В последние годы жизни преподавал в Голливуде.
Скончался 16 апреля 1951 года в Лос-Анджелесе, в США.